# Epistominella
Epistominella es un género de foraminífero bentónico de la subfamilia Pseudoparrellinae, de la familia Pseudoparrellidae, de la superfamilia Discorbinelloidea, del suborden Rotaliina y del orden Rotaliida. Su especie tipo es Epistominella pulchella. Su rango cronoestratigráfico abarca desde el Mioceno hasta la Actualidad.

## Clasificación
Se han descrito numerosas especies de Epistominella. Entre las especies más interesantes o más conocidas destacan:
- Epistominella cassidulinoides
- Epistominella exigua
- Epistominella iota
- Epistominella minima
- Epistominella pulchella

Un listado completo de las especies descritas en el género Epistominella puede verse en el siguiente anexo.